# Pseudosinghala transversa
Pseudosinghala transversa är en skalbaggsart som beskrevs av Hermann Burmeister 1855. Pseudosinghala transversa ingår i släktet Pseudosinghala och familjen Rutelidae. Inga underarter finns listade i Catalogue of Life.